# Atracidae
Atracidae – rodzina pająków z infrarzędu ptaszników. Obejmuje 38 opisanych gatunków. Wszystkie są endemitami Australii.

## Morfologia
Pająki osiągające 13,5 mm długości prosomy i 40 mm długości ciała.
Karapaks jest gładki, prawie lśniący, barwy ciemnobrązowej do czarnej, rzadziej rudobrązowej, zaopatrzony w szczecinki na krawędziach, liniach promienistych i linii środkowej. Ma wyniesioną część głowową, co najwyżej niski wzgórek oczny i obrzeżone bruzdą krawędzie części tułowiowej. Jamka karapaksu występuje w postaci poprzecznej bruzdy o kształcie prostym lub mocno ku tyłowi wygiętym. Szczękoczułki mają taki jak karapaks zakres ubarwienia. Ich człon nasadowy jest przysadzisty, zwłaszcza u samic, na wierzchu zaopatrzony w rozszerzające się ku szczytowi pasmo silnych, ciemnych włosków i szczecinek. Bruzda szczękoczułka oprócz zębów na krawędziach bocznych ma także jeden lub więcej pośrodkowych szeregów ząbków mniejszych; jedynie u H. nadgee brak zębów na tylnej krawędzi bruzdy. Pazur jadowy na powierzchniach przednio-bocznych wyposażony jest we wzdłużne kile. Pomiędzy szczękoczułkami brak guzka. Dłuższe niż szersze szczęki mają silnie rozwinięty płat stożkowaty w części przednio-środkowej oraz liczne, zagęszczone nasadowo i zanikające ku płatowi kuspule na powierzchni pośrodkowo-brzusznej. U większości gatunków na szczękach występują serrule. Tak szeroka jak długa do znacznie szerszej niż dłuższej, prostokątnawa w zarysie warga dolna zwykle oddzielona jest szerokim rowkiem poprzecznym od jajowatego w zarysie sternum, na którym to występują trzy pary sigilla, z których para ostatnia jest duża i jajowata. Rzeźba oskórka sternum jest łuskowata.
Stopień owłosienia odnóży jest słaby do przeciętnego, zwykle z pozostawionymi wzdłużnymi pasmami nagiego oskórka na powierzchniach grzbietowych i bocznych. Kolorystyka nóg jest rudobrązowa do czarnej. Nitkowate trichobotria i nieco kołnierzowate botria tworzą podwójny szereg na goleniach, prosty pojedynczy szereg na grzbiecie nadstopi i zygzakowaty szereg na stopach. U samca pierwsza para odnóży ma często liczne kolce na tylno-brzusznych powierzchniach goleni i spodnich powierzchniach nadstopi, a druga para może mieć goleń i nastopie niezmodyfikowane lub z modyfikacjami, np. wykrzywieniami czy hakami (apofizami). Spód stóp uzbrojony jest w kolce, najczęściej zebrane w dwa szeregi boczne, rzadko z pełnym szeregiem pośrodkowym. Na stopach samic brak skopuli, natomiast u samców są one złożone z krótkich, grubych, wyostrzonych włosków i niekiedy zachodzą na szczyt nadstopia. To ostatnie nie ma grzebyków do wyczesywania. Stopę wieńczą trzy pazurki, z których górne mają szereg od 7 do 15 mocnych zębów, a dolny kilka ząbków. Kępki przypazurkowe utworzone są przez liczne, długie, strzępiaste włoski.
Opistosoma (odwłok) jest brązowa do czarnej, często z kasztanowym odcieniem, cienko porośnięta ciemnymi włoskami i szczecinkami. Za niepigmentowanymi sigilla przednio-grzbietowymi znajduje się od trzech do pięciu par w różnym stopniu zaznaczonych, wąskich szewronów tworzonych przez niepigmentowane kropki. Występują tylko dwie pary kądziołków przędnych z których tylno-środkowe rozstawione są na szerokość nasadowego członu, a tylno-boczne są dość krótkie.
Nogogłaszczki mają zwykle rzepkę i goleń w pewnym stopniu nabrzmiałe, tę pierwszą co najmniej tak szeroką jak udo. Krótkie, pozbawione kolców cymbium ma przód podzielony na dwa jednakowe płaty. Bulbus ma jajowato-gruszkowaty rejon tegularny z subtegulum oddzielonym od tegulum głębokim, podłużnym rowkiem, niekiedy szeroko otwartym, oraz embolus o szerszym niż u Macrothelidae, spłaszczonym trzonie i mniej lub bardziej skręconej części odsiebnej z flankowatą dolną krawędzią bruzdy ejakulacyjnej.
Genitalia samicy zawierają jedną parę jednopłatowych, niezmodyfikowanych, często nieco przedwierzchołkowo przewężonych spermatek.

## Ekologia i występowanie

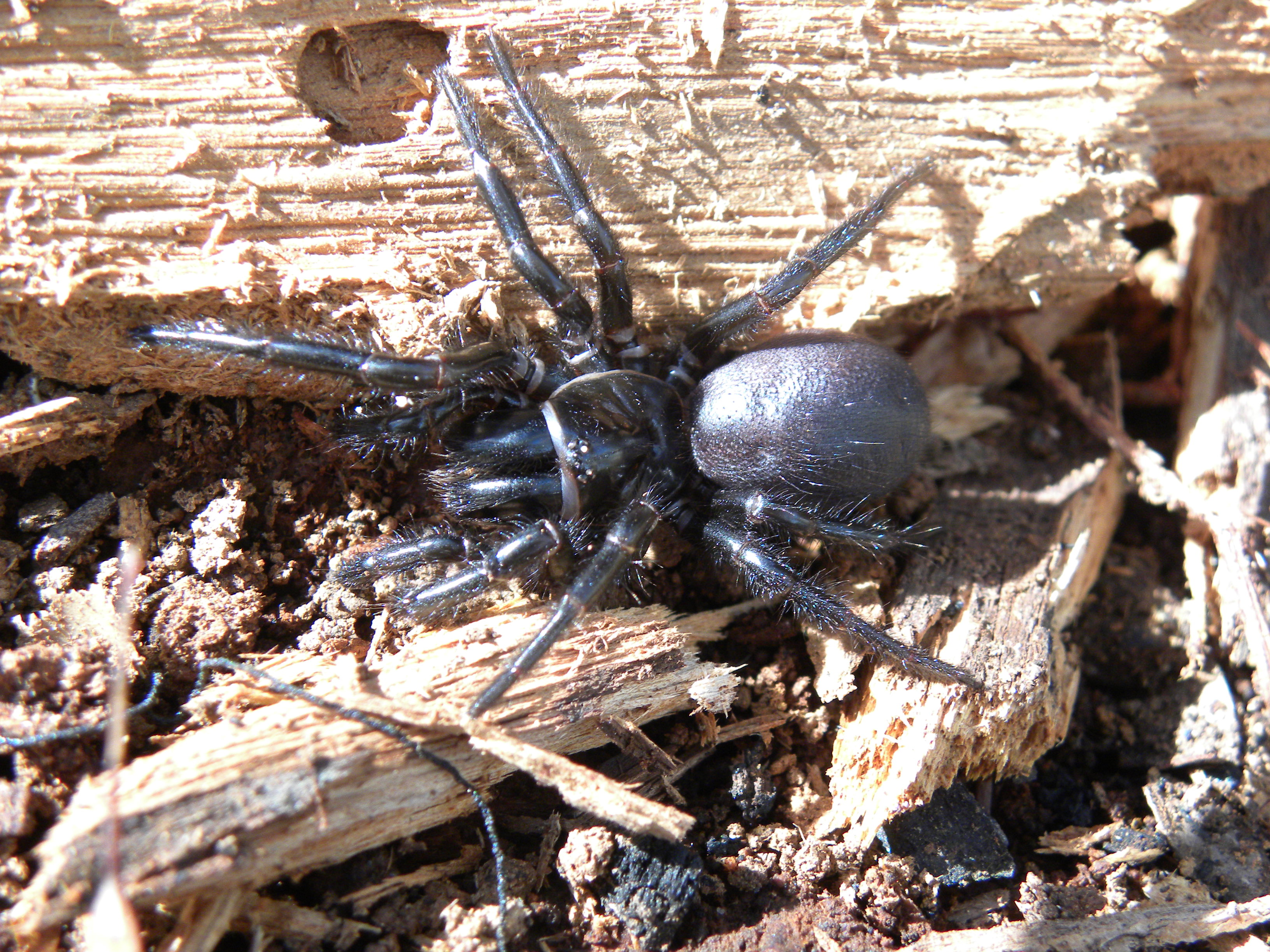
Hadronyche cerberea w środowisku naturalnym

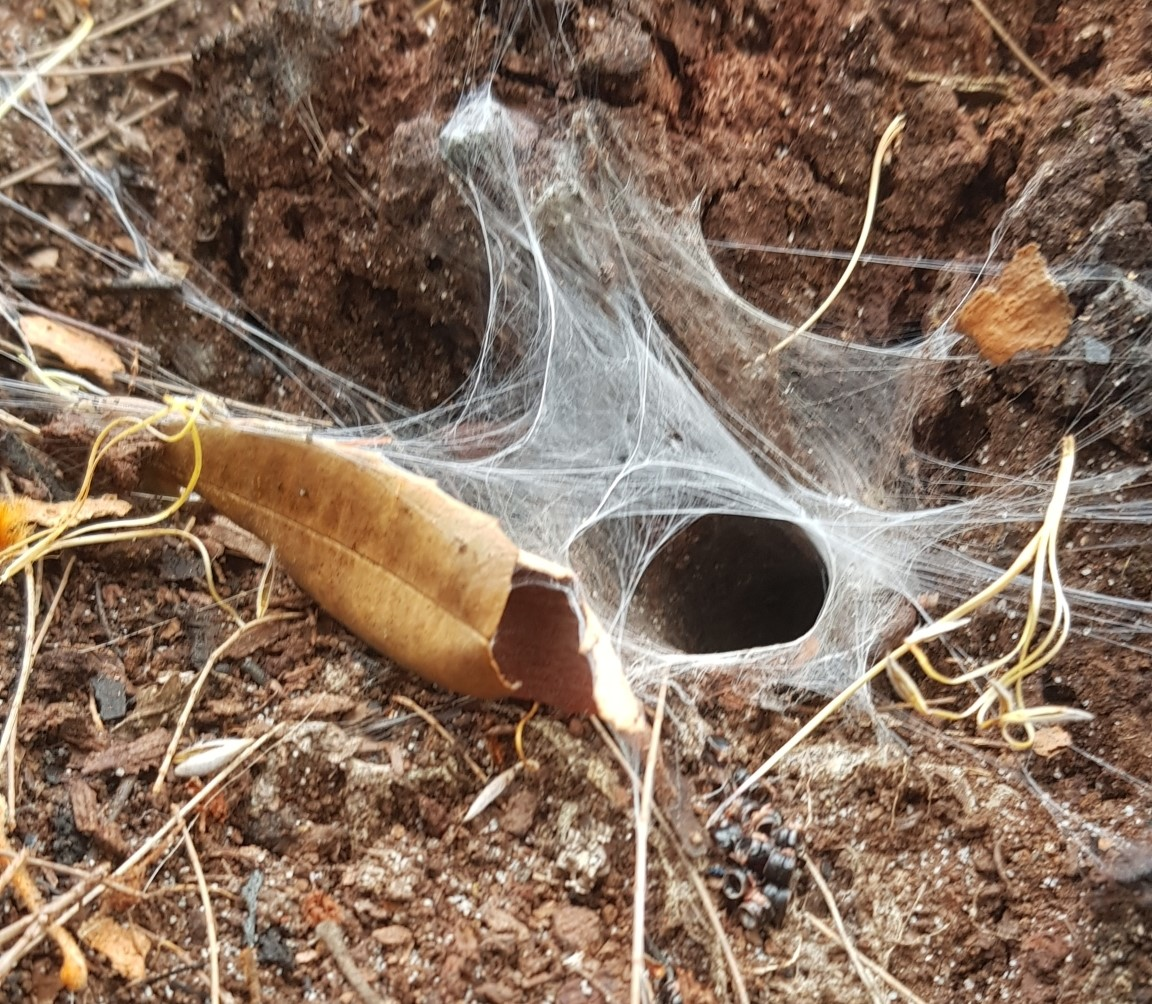
Wlot do nory Atrax robustus

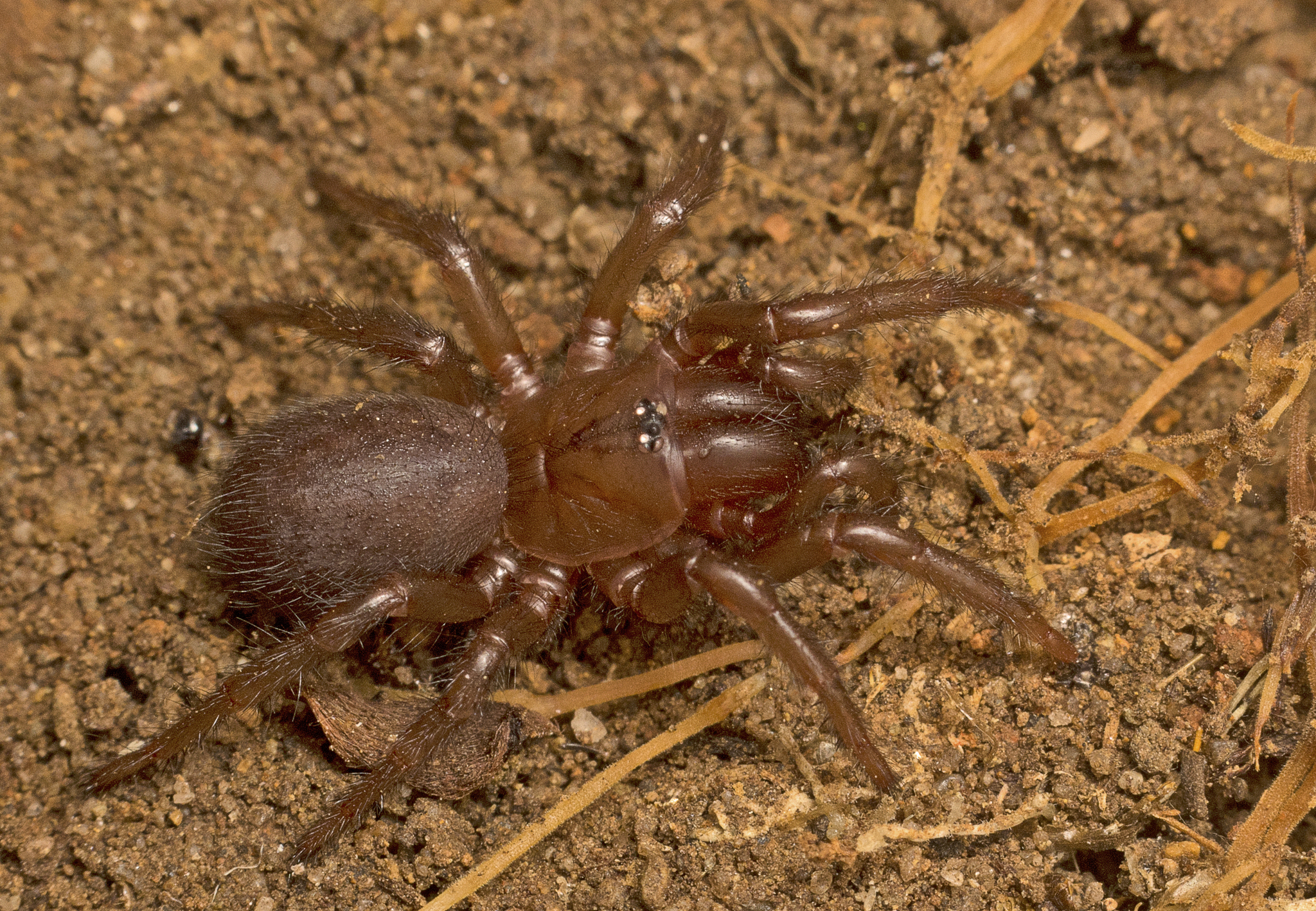
Osobnik młodociany Hadronyche infensa

Pająki te najczęściej zasiedlają wilgotne lasy, ale niektóre występują np. w suchych, otwartych zadrzewieniach, górskich ziołoroślach, a nawet w środowiskach synantropijnych, jak parki czy ogrody. Większość żyje w norkach utworzonych w szczelinach gleby, ścióle, pod kamieniami, leżącymi kłodami i wewnątrz nich; niektóre gatunki saproksyliczne wyspecjalizowały się w zasiedlaniu próchnowisk drzew jeszcze stojących. U wylotu norki znajduje się lejkowata sieć łowna, zwykle z rozchodzącymi się promieniście nićmi sygnałowymi.
Przedstawiciele rodziny są endemitami wschodniej części Australii. Znani są z Queenslandu, Nowej Południowej Walii, Australijskiego Terytorium Stołecznego, Australii Południowej, Wiktorii i Tasmanii. Na zachód docierają do Półwyspu Eyre’a, na północ zaś do okolic Mossman. Dwa opisane z poza Australii gatunki uznawane są za wątpliwe (nomina dubia), a dane dotyczące miejsc ich odłowu za niewiarygodne.

## Taksonomia i ewolucja
Do rodziny tej zalicza się 38 opisanych gatunków sklasyfikowanych w trzech rodzajach:
- Atrax O. Pickard-Cambridge, 1877
- Hadronyche L. Koch, 1873
- Illawarra Gray, 2010

Omawiany takson wprowadzony został w 1901 roku przez Henry’ego R. Hogga na łamach „Proceedings of the Zoological Society of London” jako grupa Atraceae w obrębie podrodziny Diplurinae, zaliczając do niej dwa rodzaje, Atrax i Hadronyche. Później Diplurinae wyniesiono do rangi rodziny Dipluridae, a omawianą grupę do rangi podrodziny Atracinae. W 1980 roku Robert J. Raven przeniósł te rodzaje do Hexathelidae, rozważając nawet synonimizację Atrax z Hadronyche. W 2010 roku Michael Roland Gray dokonał rewizji całych Atracinae, wprowadzając trzeci rodzaj – Illawarra.
Wyniki filogenetycznych analiz molekularnych Marshala Hedina i innych z 2018 roku wykazały, że Atracinae stanowią grupę siostrzaną dla Actinopodidae, a z pozostałymi Hexathelidae spokrewnione są nawet dalej niż z Macrothelidae i Porrhothelidae. W związku z tym wyniesiono omawianą grupę do rangi osobnej rodziny. Linie ewolucyjne Atracidae i Actinopodidae rozeszły się według tych wyników ponad 200 mln lat temu. Z kolei wyniki analizy filogenetycznej autorstwa Stephanie F. Lorii i współpracowników z 2025 roku wskazują, że linie ewolucyjne rodzajów Atrax i Hadronyche rozdzieliły się 72 mln lat temu, w kredzie późnej.

## Znaczenie medyczne
Atracidae uznawane są często za najniebezpieczniejsze pod względem jadowitości pająki i jedne z najniebezpieczniejszych pod tym względem zwierząt. Odpowiedzialne są za liczne silne zatrucia jadem i co najmniej kilkanaście przypadków śmiertelnych. Najwięcej z nich przypisywanych jest gatunkowi Atrax robustus, który zaadaptował się do środowisk życia w pobliżu siedzib ludzkich. Żadnego przypadku śmiertelnego nie odnotowano jednak po wprowadzeniu w 1980 roku skutecznej antytoksyny.